# Алекперов, Вугар Мурсал оглы
Вугар Мурсал оглы́ Алекпе́ров (азерб. Vüqar Mursal oğlu Ələkbərov) — азербайджанский боксёр-любитель, бронзовый призёр летних Олимпийских игр 2000 года. Представлял Азербайджан и на летних Олимпийских играх 2004 года в Афинах.

## Результаты на Олимпийских играх
| Игры        | Весовая категория | 1/16 финала                            | 1/8 финала                                    | Четвертьфинал                   | Полуфинал                        | Финал              |
| Игры        | Весовая категория | Соперник Результат                     | Соперник Результат                            | Соперник Результат              | Соперник Результат               | Соперник Результат |
| ----------- | ----------------- | -------------------------------------- | --------------------------------------------- | ------------------------------- | -------------------------------- | ------------------ |
| Сидней 2000 | до 75 кг          | Питер Кариуки (Кения) поб. 12-3        | Пол Миллер (Австралия) поб. 9-8               | Акын Кулоглу (Турция) поб. 18-8 | Хорхе Гутьеррес (Куба) пор. 9-19 | Не прошёл          |
| Афины 2004  | до 91 кг          | Спиридон Кладоухас (Греция) поб. 18-14 | Насер Аль Шами (Сирия) дисквалификация (1:40) | Не прошёл                       | Не прошёл                        | Не прошёл          |